# Vancia
Vancia est un quartier de Rillieux-la-Pape, dans la Métropole de Lyon, en France.

## Géographie

### Localisation
Le quartier est situé entre la commune de Sathonay-Village (à l'Ouest), le hameau du Mas Rillier à l'Est et le hameau des Échets au Nord.

### Transports
Le quartier est desservi par le réseau TCL.

## Histoire
Vancia est un ancien hameau de Miribel dans l'Ain, détaché de cette commune, le 1er janvier 1968 pour être adjoint à la commune de Rillieux lors du passage de celle-ci dans le département du Rhône (précédemment cette commune était une commune de l'Ain). En 1972, la réunion de Rillieux et de Crépieux-la-Pape, forme la commune de Rillieux-la-Pape, dont Vancia est aujourd'hui un quartier.
En 2015, la communauté urbaine de Lyon est remplacée par une collectivité territoriale à statut particulier, la Métropole de Lyon.

## Culture et patrimoine
Le fort de Vancia, de la deuxième ceinture de Lyon et plus globalement du système Séré de Rivières, se trouve à l'Ouest du bourg de Vancia, à la limite avec Sathonay-Village. En 1942, alors que le fort est toujours en zone libre, il est utilisé pour effectuer des tests de fusée EA-41. À partir de 1943 et jusqu'à la fin de la Seconde Guerre mondiale, les Allemands l'utilisent comme prison.
L'église Saint-Pierre date des années 1860 ; jusqu'à 1945 et la construction de la chapelle des Échets, les habitants de ce hameau se rendaient à Vancia, pour le culte. Les enterrements relatifs à ce hameau s'effectuaient également à Vancia.

### Personnalités liées au quartier
- Habib Bourguiba (1903 - 2000) ; il a été prisonnier au fort de Vancia en 1942-43.